# Haplincourt
Haplincourt ist eine französische Gemeinde im Département Pas-de-Calais in der Region Hauts-de-France. Sie gehört zum Kanton Bapaume im Arrondissement Arras.

## Lage
Die Gemeinde Haplincourt liegt im äußersten Südosten des Artois, 24 Kilometer südsüdöstlich von Arras und 24 Kilometer wesztsüdwestlich von Cambrai. Nachbargemeinden von Hapluncourt sind Beugny im Norden, Lebucquière im Nordosten, Vélu im Osten, Bertincourt im Südosten, Barastre im Süden, Villers-au-Flos im Westen sowie Bancourt und Frémicourt im Nordwesten. Die Bewohner nennen sich Haplincourtois.

## Bevölkerungsentwicklung
| Jahr                       | 1962 | 1968 | 1975 | 1982 | 1990 | 1999 | 2006 | 2013 | 2022 |
| -------------------------- | ---- | ---- | ---- | ---- | ---- | ---- | ---- | ---- | ---- |
| Einwohner                  | 249  | 227  | 187  | 184  | 180  | 210  | 200  | 185  | 191  |
| Quellen: Cassini und INSEE |      |      |      |      |      |      |      |      |      |

## Sehenswürdigkeiten

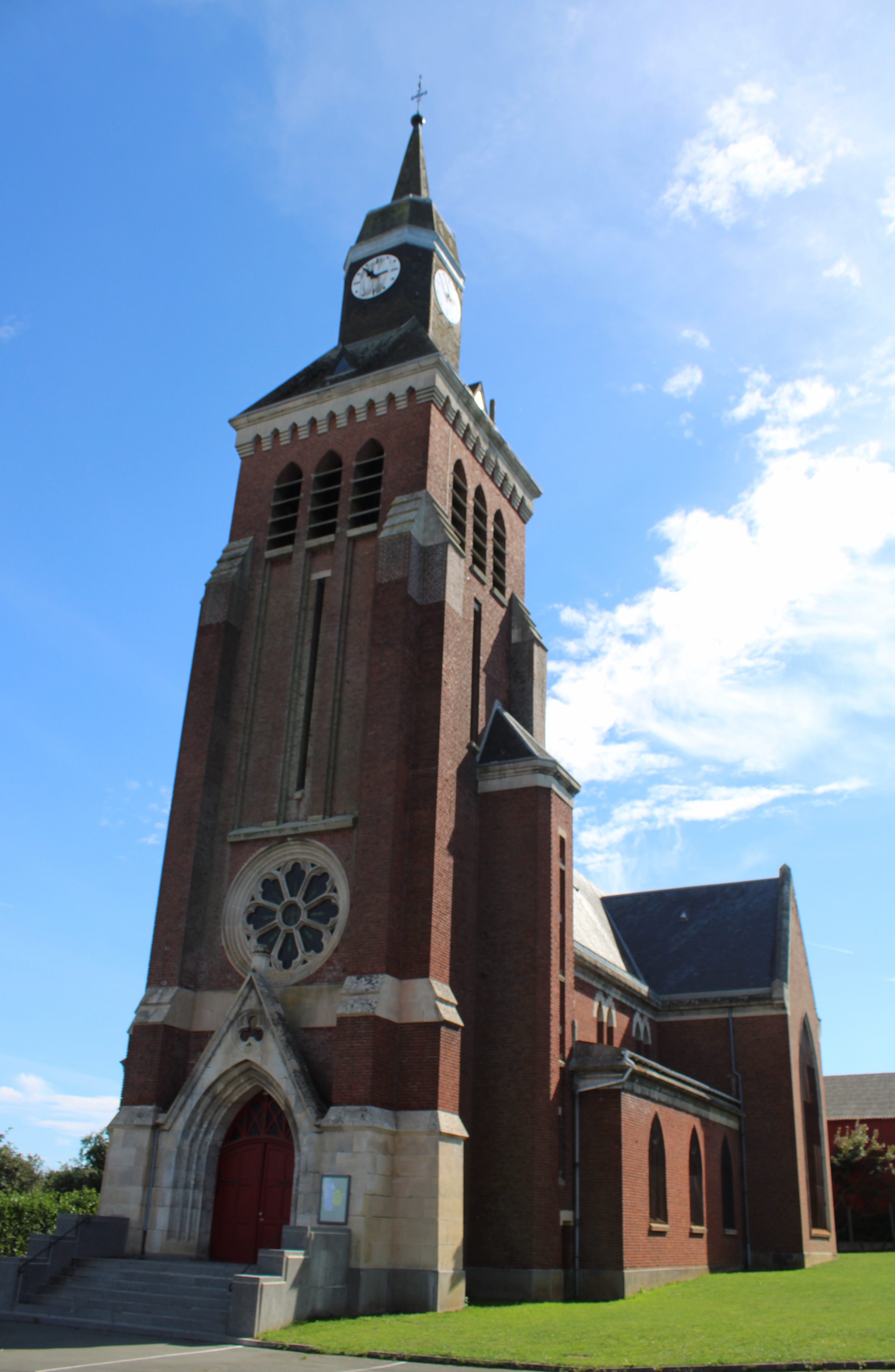
Kirche Saint-Nicolas
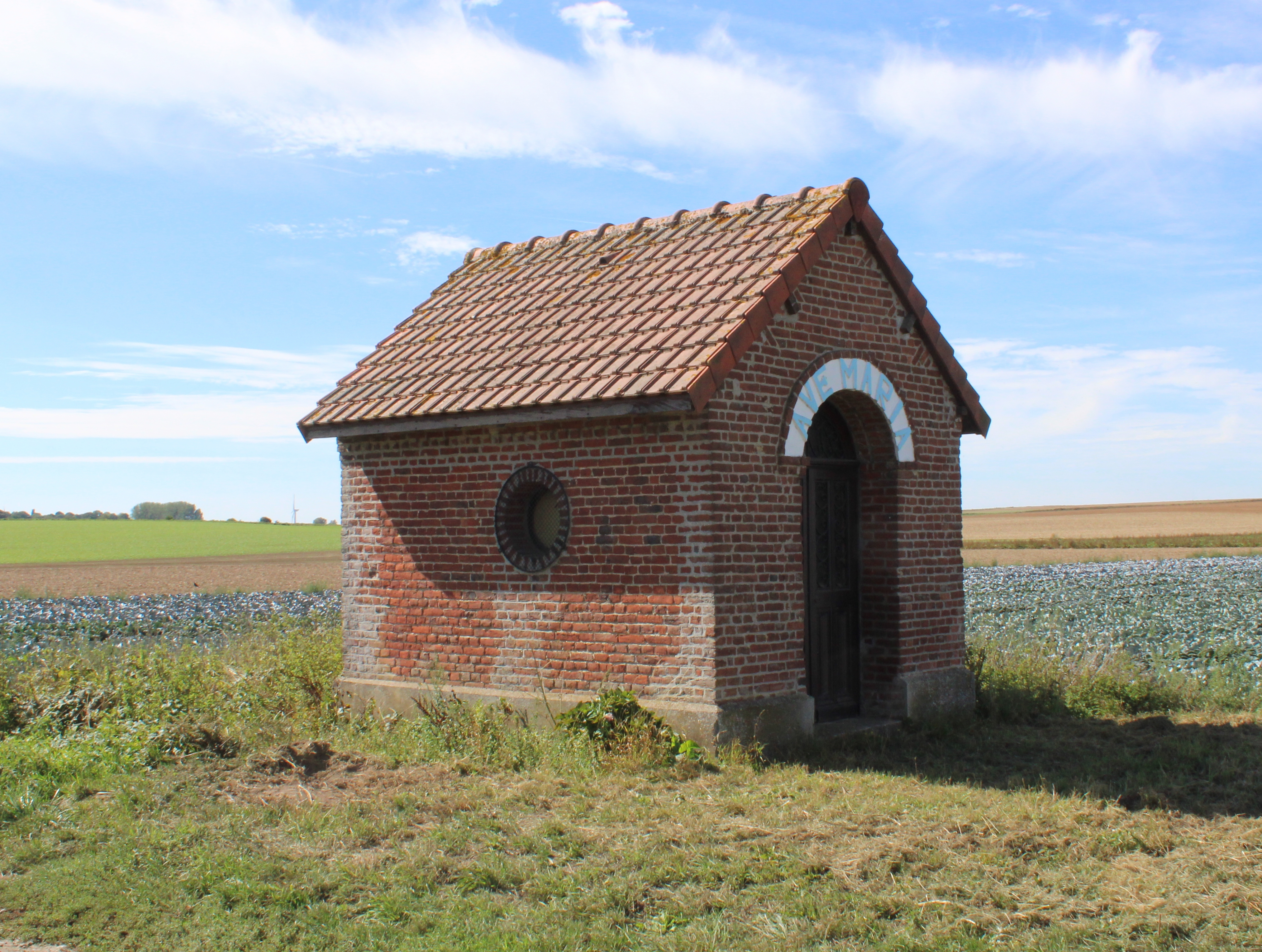
Kapelle Ave Maria
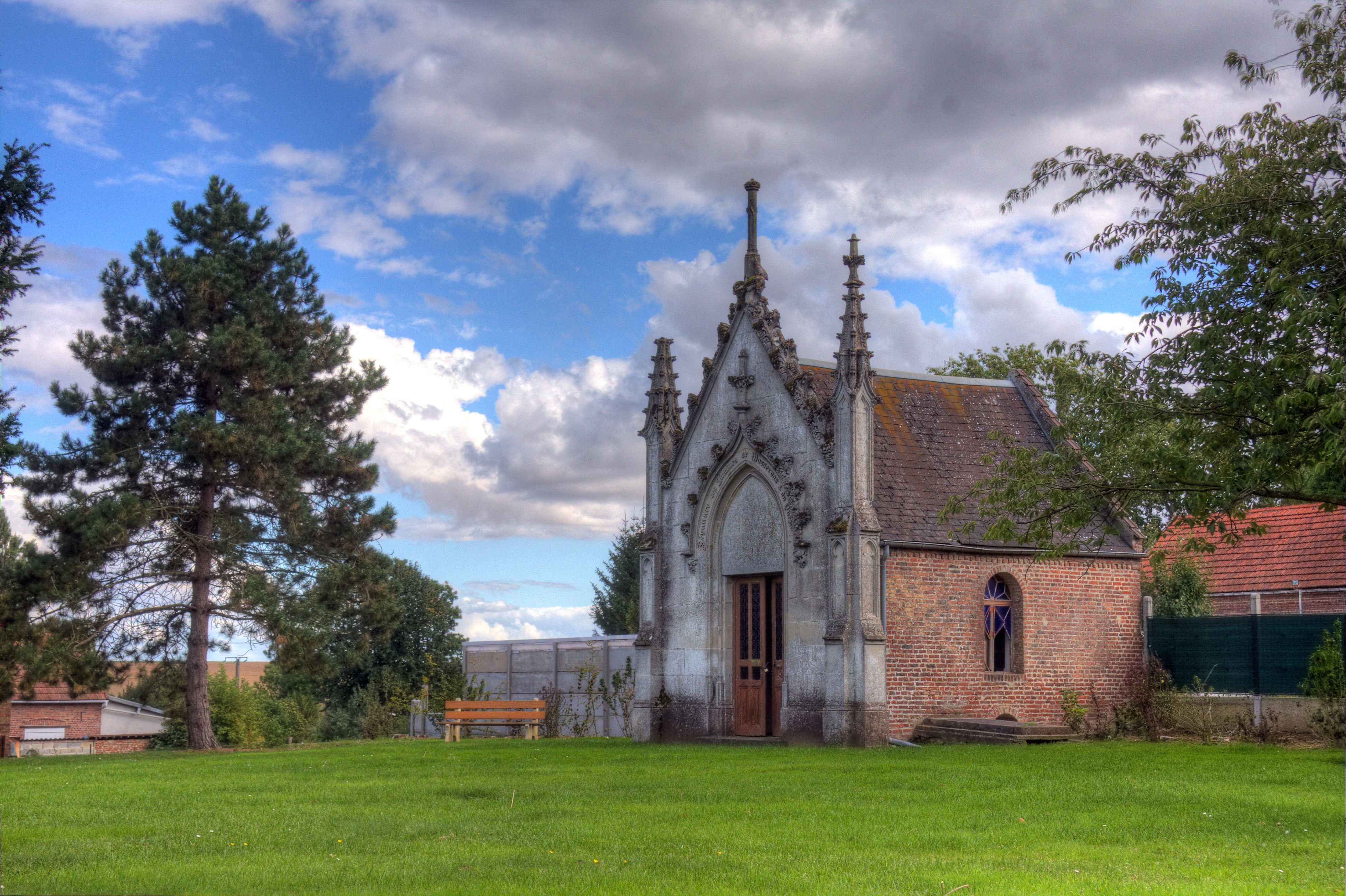
namenlose Kapelle

- Kirche Saint-Nicolas
- Kapelle Ave Maria
- Namenlose Kapelle